# Font des Collades
La Font des Collades és una font del terme de l'antic poble d'Herba-savina, pertanyent al municipi de Conca de Dalt, al Pallars Jussà. Antigament era del terme d'Hortoneda de la Conca.
Està situada a 1.195,5 m d'altitud, al vessant nord-oest del Gallinova, a l'extrem occidental de la Serra de Carreu. És al costat de ponent de la Pista del Portell, a la partida de les Collades de Dalt, a prop i al nord-oest de les Collades de Dalt.